# Fazal Ilahi Chaudhry
Fazal Ilahi Chaudhry (pendżabski, urdu: فضل الہی چودھری; ur. 1 stycznia 1904 w Marali w dystrykcie Gujrat, zm. 2 czerwca 1982 w Lahaurze) – pakistański prawnik i polityk, prezydent państwa w latach 1973–1978.

## Życiorys
Ukończył prawo na Uniwersytecie Pendżabu w 1927, rozpoczynając następnie praktykę w mieście Gujrat.
Karierę polityczną rozpoczął w 1931, uzyskując wybór do komisji dystryktu Gujrat. W 1942 wstąpił do Ligi Muzułmańskiej. Z jej ramienia został w 1951 wybrany do Zgromadzenia Ustawodawczego Pendżabu. W 1952 był reprezentantem Pakistanu w Organizacji Narodów Zjednoczonych. W 1956 został wybrany do parlamentu Pakistanu Zachodniego i został jego przewodniczącym; funkcję tę sprawował do 1958. Od 1962 był członkiem Zgromadzenia Narodowego Pakistanu, a w latach 1972–1973 był jego przewodniczącym.
Był stronnikiem kierowanej przez Zulfikara Alego Bhutto Pakistańskiej Partii Ludowej, z ramienia której został wybrany do parlamentu w 1970. Po przyjęciu w 1973 nowej konstytucji, został wybrany na urząd prezydenta na pięcioletnią kadencję. Urząd sprawował od 14 sierpnia 1973 do 16 września 1978. Zrezygnował z urzędu wskutek sporu z generałem Muhammadem Zią ul-Hakiem, który rok wcześniej obalił rząd premiera Bhutto.